# 波の花

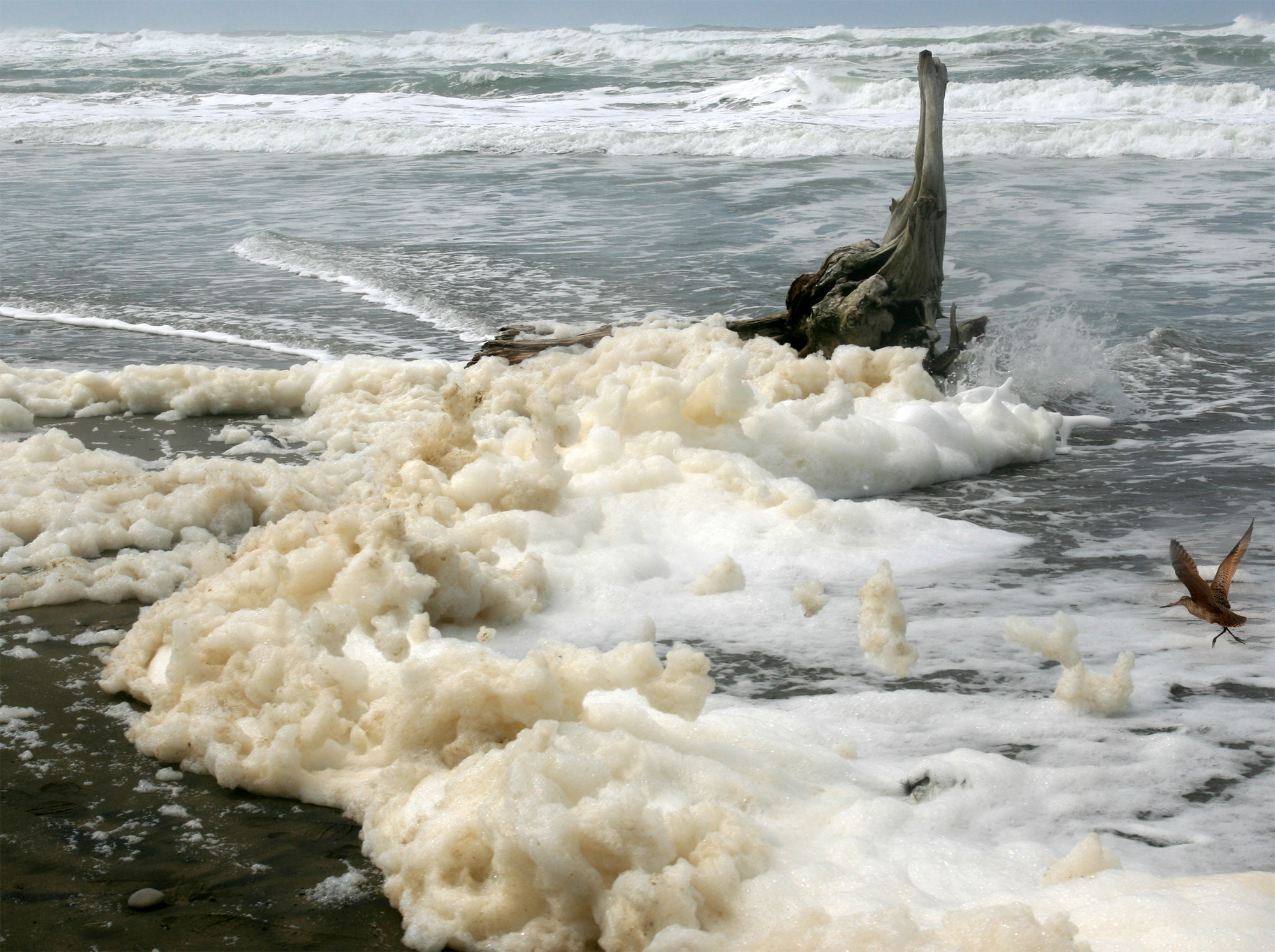
アメリカ合衆国西海岸サンフランシスコのオーシャン・ビーチでの波の花

波の花（なみのはな、英語: sea foam, ocean foam, beach foam, spume）は、波打ち際で見られる自然現象の泡。沖合で分解された水の華などに由来し、溶解性有機物（タンパク質、リグニン、脂質など）を特に多く含んだ海水が撹拌されて生じる。波の花に含まれる物質の中には界面活性剤や起泡剤のような役割を果たすものがあるが、これらは海水が砕波により撹拌される時に波が空気を閉じ込め、表面張力によりお互いにくっついている分解しにくい泡を作る。この泡は密度が低く分解されにくいために、強い海風に吹かれて内陸へと流されることがある。俗にカプチーノコーストと呼ばれる。

## 生態系や人間との関わり

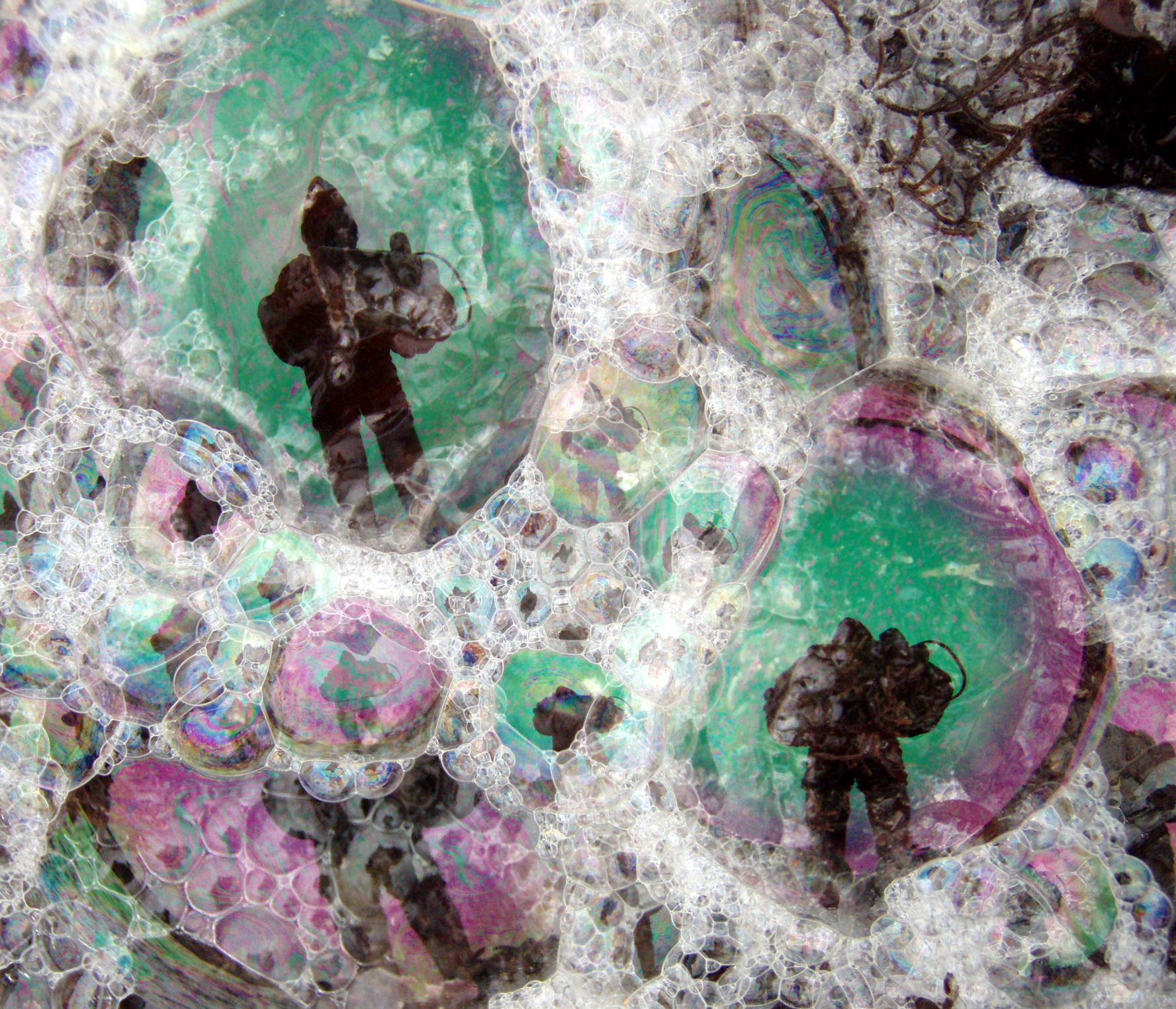
波の花の拡大写真

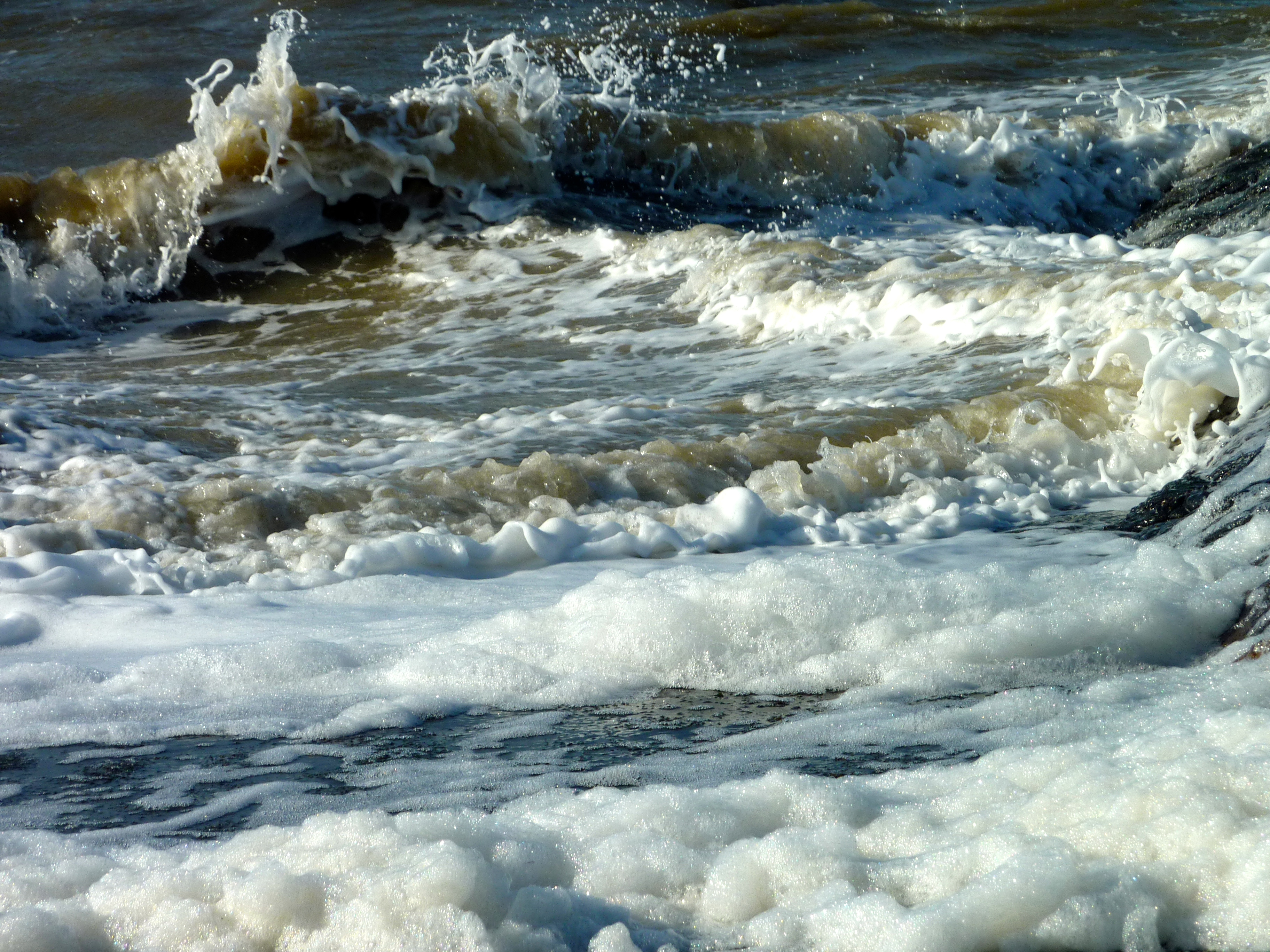
Dagebüllで観測された波の花

日本列島では、海が荒れて強い波が押し寄せる冬の日本海沿岸の風物詩で、風景写真の撮影や観光の対象になる。有機物を多く含むため、砂浜やその近くの生物にとっては栄養源になり、魚による泡の接触が観察されることもある。
汚染された雨水が河川や排水路から海に流れ出る場所付近の海岸では、波の花はウイルスなどの汚染物質を含むこともあり、悪臭を放つこともある。
さらに付近で原油が流出した場合やエンジンオイル、下水、洗剤を含んだ雨水が波の花を作った場合、より分解されにくくなる。
有害藻類ブルームの分解により生じた波の花は直接触れたり、乾燥したものに由来するエアロゾルを吸い込んだりすると、皮膚の炎症や呼吸困難を引き起こす場合がある。